# Duttaphrynus microtympanum
Espèce
Synonymes
- Bufo microtympanum Boulenger, 1882

Statut de conservation UICN

 VU B1ab(iii)+2ab(iii) : Vulnérable
Duttaphrynus microtympanum  est une espèce d'amphibiens de la famille des Bufonidae.

## Répartition
Cette espèce est endémique des Ghâts occidentaux dans le sud-ouest de l'Inde. Elle se rencontre au Tamil Nadu et au Kerala entre 1 400 et 2 100 m d'altitude.
Sa présence au Maharashtra est incertaine.

## Description
L'holotype de Duttaphrynus microtympanum mesure 77 mm. Cette espèce a la face dorsale brune et la face ventrale jaune marbré de brun. Le mâle présente un seul sac vocal. Cette espèce est très proche morphologiquement de Duttaphrynus melanostictus mais s'en distingue par des tympans très petits.

## Étymologie
Son nom d'espèce, du grec ancien , mikros, « petit », et τύμπανον, tumpanum, « tambour », lui a été donné en référence à la taille de ses tympans.

## Publication originale
- Boulenger, 1882 : Catalogue of the Batrachia Salientia s. Ecaudata in the collection of the British Museum, ed. 2, p. 1-503 (texte intégral).